# Franciscus Johannes Emilius van Zinnicq Bergmann
Franciscus Johannes Emilius van Zinnicq Bergmann (Lier, 10 november 1807 - 's-Hertogenbosch, 24 februari 1879) was een Nederlands jurist en kamerlid.

## Leven
Van Zinnicq Bergmann studeerde te Gent en promoveerde te Leiden in 1832.
Sinds 1836 rechter in de rechtbank van eerste aanleg te 's-Hertogenbosch, werd hij in 1838 raadsheer bij het provinciaal gerechtshof van Noord-Brabant, wat hij bleef tot de reorganisatie van de hoven 1875.
Sedert 1866 was hij lid van de Tweede Kamer.
Franciscus Van Zinnicq Bergmann had twee zonen die bekend zouden worden; Emilius advocaat en eerste kamerlid en George, een pastoor betrokken bij een moordzaak.

## Werk
- Het voormalig Hertogdom Brabant, Geschied- en regtskundig onderzoek naar den staatkundigen toestand van dat land, bepaaldelijk ook met betrekking tot Noord-Brabant, de Meijerij en stad 's-Hertogenbosch (dl. I en II, 1, 's-Bosch 1856)
- De oorsprong van het Tiendregt en het regt van collatie ('s-Bosch 1861)
- De Salische wet ('s-Bosch 1875-'76)

- Biografisch Portaal: 32620597
- Digitale Bibliotheek voor de Nederlandse Letteren: berg085
- Parlement.com: vg09lldlhyyp